# Аджитарово
Аджита́рово (рос. Аджитарово) — село у складі Сафакулевського округу Курганської області, Росія.
Населення — 258 осіб (2010, 521 у 2002).
Національний склад станом на 2002 рік:
- татари — 58 %
- башкири — 37 %